# Мартин Христов
Мартин Христов Димитров е български футболист, ляво крило на Черноморец (Балчик).

## Биография
Роден е на 6 декември 1980 г. във Варна. Висок е 179 см и тежи 72 кг. Играл е за Девня, Светкавица, Черно море, Славия, Видима-Раковски и румънския ФК Петролул (Плоещ).

## Статистика по сезони
- Черно море – 1998/ес. - Б група, 6 мача/0 гола
- Девня – 1999/00 – В група, 14/3
- Девня – 2000/01 – В група, 25/7
- Девня – 2001/02 – Б група, 16/3
- Светкавица – 2002/03 – Б група, 25/4
- Светкавица – 2003/04 – Б група, 19/2
- Светкавица – 2004/05 – Б група, 23/9
- Черно море – 2005/06 – A група, 18/1
- Черно море – 2006/07 – A група, 16/3
- Славия – 2007/ес. - A група, 4/0
- Видима-Раковски – 2008/пр. - A група, 13/1
- Светкавица – 2008/ес. - Б група, 8/1
- Петролул (Плоещ) – 2009
- Черноморец (Бч) – 2010/пр. - Б група, 9/2